# Моншаблон, Жан
Жан Моншаблон (фр. Jan Monchablon, полное имя Jean Baptiste Ferdinand Monchablon; 1854—1904) — французский художник-пейзажист.

## Биография
Родился 6 сентября 1854 года в лотарингском городке Шатийон-сюр-Сон департамента Вогезы в семье чиновника местного отдела здравоохранения.
Своё образование начал в коллеже Нотр-Дам в Нанте. В 1875 году работал в качестве частного репетитора в городе Кемпер. Шесть лет спустя стал учиться в парижской Школе изящных искусств под руководством Жана-Поля Лорана. С 1883 по 1884 годы он брал дополнительные уроки в студии Александра Кабанеля. Увлекшись работами фламандских мастеров, Моншаблон совершил в 1886 году поездку в Нидерланды, после чего начал подписывать свои работы «Jan» (вместо французского Jean).
По возвращении во Францию женился на Фанни Жюльен (фр. Fanny Julien), пианистке, с которой он познакомился во время учёбы в Школе искусств. Они обосновались в родном городе Моншаблона, где сняли дом и посадили небольшой виноградник, покрывавший часть их расходов. Несмотря на относительно уединённое место жительства, художник продолжал регулярно выставляться в Парижском салоне.
За свои работы был удостоен серебряных медалей на Всемирных выставках 1889 года и 1900 года в Париже, а также медали на своей последней выставке в Парижском салоне в 1904 году.
Умер 2 октября 1904 года в родном городе. Посмертно был удостоен звания кавалера ордена Почётного легиона в 1905 году.

## Труды
Многие картины Жана Моншаблона находятся в небольших музеях Соединённых Штатов, в частности в музее Haggin Museum, Стоктон, Калифорния.

Некоторые работы
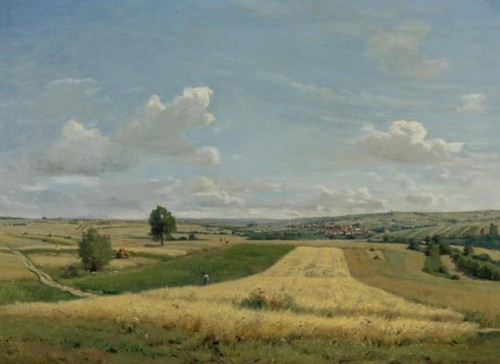
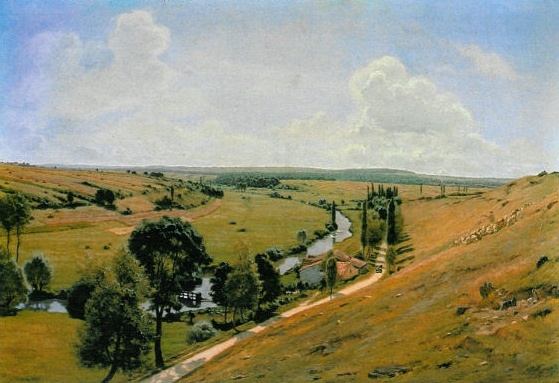
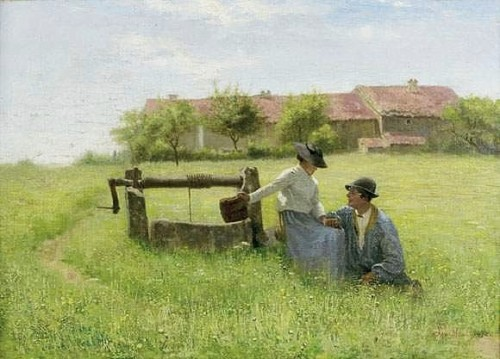